# Campionato nordamericano femminile under 18 di pallavolo 2014
Il campionato nordamericano femminile under 18 di pallavolo 2014 si è svolto dal 24 al 29 giugno 2014 a San José, in Costa Rica: al torneo hanno partecipato nove squadre nazionali under 18 nordamericane e la vittoria finale è andata per la prima volta alla Rep. Dominicana.

## Impianti
|                                                                                      |  |  |
|                                                                                      |  |  |
| Gimnasio Nacional Eddy Cortés Città: San José Capienza: 4 000- Anno d'apertura: 1960 |  |  |

## Regolamento

### Formula
Le squadre hanno disputato una prima fase a gironi con formula del girone all'italiana; al termine della prima fase:
- Le prime due classificate di ogni girone hanno acceduto alla fase finale per il primo posto, strutturata in quarti di finale, a cui hanno partecipato solo la peggiore prima classificata e le seconde classificate, semifinali, finale per il terzo posto e finale.
- Le due peggiori terze classificate hanno acceduto alla finale per il nono posto.
- Le due eliminate ai quarti di finale hanno acceduto alla finale per il quinto posto.
- Le miglior terza classificata e la vincitrice della finale per il nono posto hanno acceduto alla finale per il settimo posto.

### Criteri di classifica
Se il risultato finale è stato di 3-0 sono stati assegnati 5 punti alla squadra vincente e 0 a quella sconfitta, se il risultato finale è stato di 3-1 sono stati assegnati 4 punti alla squadra vincente e 1 a quella sconfitta, se il risultato finale è stato di 3-2 sono stati assegnati 3 punti alla squadra vincente e 2 a quella sconfitta.
L'ordine del posizionamento in classifica è stato definito in base a:
- Numero di partite vinte;
- Punti;
- Ratio dei set vinti/persi;
- Ratio dei punti realizzati/subiti;
- Risultati degli scontri diretti.

## Squadre partecipanti
| Squadra           | Qualificazione      | Ultima partecipazione |
| ----------------- | ------------------- | --------------------- |
| Costa Rica        | Paese organizzatore | Messico 2012          |
| Guatemala         | -                   | Messico 2012          |
| Honduras          | -                   | Stati Uniti 2006      |
| Messico           |                     | Messico 2012          |
| Porto Rico        | -                   | Messico 2012          |
| Rep. Dominicana   | -                   | Messico 2012          |
| Saint Lucia       | -                   | ?                     |
| Stati Uniti       | -                   | Messico 2012          |
| Trinidad e Tobago | -                   | Messico 2012          |

## Torneo

### Fase a gironi
| Girone A          | Girone B    | Girone C        |
| ----------------- | ----------- | --------------- |
| Costa Rica        | Honduras    | Porto Rico      |
| Guatemala         | Messico     | Rep. Dominicana |
| Trinidad e Tobago | Stati Uniti | Saint Lucia     |

#### Girone A

##### Risultati
| 24 giugno 2014 Gimnasio Nacional, San José Durata: 1h:14 - Spettatori: 1 500 | Trinidad e Tobago | 0 - 3 | Costa Rica        | 21-25, 15-25, 14-25        |
| 25 giugno 2014 Gimnasio Nacional, San José Durata: 1h:03 - Spettatori: 1 000 | Guatemala         | 3 - 0 | Trinidad e Tobago | 25-19, 25-19, 25-20        |
| 26 giugno 2014 Gimnasio Nacional, San José Durata: 1h:54 - Spettatori: 780   | Costa Rica        | 3 - 1 | Guatemala         | 25-19, 25-23, 20-25, 25-13 |

##### Classifica
| Pos | Squadra           | Pt | G | V | P | SV | SP | Ratio | PF  | PS  | Ratio |
| --- | ----------------- | -- | - | - | - | -- | -- | ----- | --- | --- | ----- |
| 1   | Costa Rica        | 9  | 2 | 2 | 0 | 6  | 1  | 6,000 | 170 | 130 | 1,308 |
| 2   | Guatemala         | 6  | 2 | 1 | 1 | 4  | 3  | 1,333 | 155 | 153 | 1,013 |
| 3   | Trinidad e Tobago | 0  | 2 | 0 | 2 | 0  | 6  | 0,000 | 108 | 150 | 0,720 |

#### Girone B

##### Risultati
| 24 giugno 2014 Gimnasio Nacional, San José Durata: 1h:01 - Spettatori: 200 | Honduras    | 0 - 3 | Stati Uniti | 8-25, 9-25, 8-25    |
| 25 giugno 2014 Gimnasio Nacional, San José Durata: 1h:00 - Spettatori: 60  | Messico     | 3 - 0 | Honduras    | 25-9, 25-8, 25-7    |
| 26 giugno 2014 Gimnasio Nacional, San José Durata: 1h:11 - Spettatori: 200 | Stati Uniti | 3 - 0 | Messico     | 25-20, 25-17, 25-19 |

##### Classifica
| Pos | Squadra     | Pt | G | V | P | SV | SP | Ratio | PF  | PS  | Ratio |
| --- | ----------- | -- | - | - | - | -- | -- | ----- | --- | --- | ----- |
| 1   | Stati Uniti | 10 | 2 | 2 | 0 | 6  | 0  | MAX   | 150 | 81  | 1,852 |
| 2   | Messico     | 5  | 2 | 1 | 1 | 3  | 3  | 1,000 | 131 | 99  | 1,323 |
| 3   | Honduras    | 0  | 2 | 0 | 2 | 0  | 6  | 0,000 | 49  | 150 | 0,327 |

#### Girone C

##### Risultati
| 24 giugno 2014 Gimnasio Nacional, San José Durata: 0h:56 - Spettatori: 90  | Porto Rico      | 3 - 0 | Saint Lucia     | 25-6, 25-8, 25-5    |
| 25 giugno 2014 Gimnasio Nacional, San José Durata: 0h:45 - Spettatori: 25  | Saint Lucia     | 0 - 3 | Rep. Dominicana | 4-25, 2-25, 4-25    |
| 26 giugno 2014 Gimnasio Nacional, San José Durata: 1h:17 - Spettatori: 190 | Rep. Dominicana | 3 - 0 | Porto Rico      | 25-21, 25-19, 25-18 |

##### Classifica
| Pos | Squadra         | Pt | G | V | P | SV | SP | Ratio | PF  | PS  | Ratio |
| --- | --------------- | -- | - | - | - | -- | -- | ----- | --- | --- | ----- |
| 1   | Rep. Dominicana | 10 | 3 | 3 | 0 | 9  | 0  | MAX   | 150 | 68  | 2,206 |
| 2   | Porto Rico      | 5  | 3 | 2 | 1 | 6  | 4  | 1,500 | 133 | 94  | 1,415 |
| 3   | Saint Lucia     | 0  | 3 | 1 | 2 | 4  | 6  | 0,667 | 29  | 150 | 0,193 |

### Fase finale

#### Finali 1º e 3º posto
|  | Quarti     | Quarti          |                 |         | Semifinali         | Semifinali         |  |  | Finale 1º/2º posto | Finale 1º/2º posto |
|  |            |                 |                 |         |                    |                    |  |  |                    |                    |
|  |            |                 |                 |         |                    |                    |  |  |                    |                    |
|  |            |                 |                 |         |                    |                    |  |  |                    |                    |
|  | -          | -               |                 |         |                    |                    |  |  |                    |                    |
|  | -          | -               |                 |         |                    |                    |  |  |                    |                    |
|  | -          | -               |                 |         |                    |                    |  |  |                    |                    |
|  | -          | -               | Stati Uniti     | 3       |                    |                    |  |  |                    |                    |
|  |            |                 | Stati Uniti     | 3       |                    |                    |  |  |                    |                    |
|  |            | Porto Rico      | 0               |         |                    |                    |  |  |                    |                    |
|  | Porto Rico | Porto Rico      | 0               | 3       |                    |                    |  |  |                    |                    |
|  | Porto Rico |                 |                 | 3       |                    |                    |  |  |                    |                    |
|  | Guatemala  | 0               |                 |         |                    |                    |  |  |                    |                    |
|  | Guatemala  | 0               | Stati Uniti     | 1       |                    |                    |  |  |                    |                    |
|  |            |                 | Stati Uniti     | 1       |                    |                    |  |  |                    |                    |
|  |            | Rep. Dominicana | 3               |         |                    |                    |  |  |                    |                    |
|  | -          | Rep. Dominicana | 3               | -       |                    |                    |  |  |                    |                    |
|  | -          |                 |                 | -       |                    |                    |  |  |                    |                    |
|  | -          | -               |                 |         |                    |                    |  |  |                    |                    |
|  | -          | -               | Rep. Dominicana | 3       | Finale 3º/4º posto | Finale 3º/4º posto |  |  |                    |                    |
|  |            |                 | Rep. Dominicana | 3       | Finale 3º/4º posto | Finale 3º/4º posto |  |  |                    |                    |
|  |            | Messico         | 0               |         |                    |                    |  |  |                    |                    |
|  | Costa Rica | Messico         | 0               | 0       | Porto Rico         | 1                  |  |  |                    |                    |
|  | Costa Rica |                 |                 | 0       | Porto Rico         | 1                  |  |  |                    |                    |
|  | Messico    | 3               |                 | Messico | 3                  |                    |  |  |                    |                    |
|  | Messico    | 3               |                 |         | 3                  |                    |  |  |                    |                    |
|  |            |                 |                 |         |                    |                    |  |  |                    |                    |
|  |            |                 |                 |         |                    |                    |  |  |                    |                    |

##### Finale 9º posto
| 27 giugno 2014 Gimnasio Nacional, San José Durata: 1h:13 - Spettatori: 56 | Honduras | 3 - 0 | Saint Lucia | 25-13, 25-13, 25-22 |

##### Quarti di finale
| 27 giugno 2014 Gimnasio Nacional, San José Durata: 1h:11 - Spettatori: 88  | Porto Rico | 3 - 0 | Guatemala | 25-13, 25-19, 25-19 |
| 27 giugno 2014 Gimnasio Nacional, San José Durata: 1h:04 - Spettatori: 300 | Costa Rica | 0 - 3 | Messico   | 11-25, 15-25, 13-25 |

##### Finale 7º posto
| 28 giugno 2014 Gimnasio Nacional, San José Durata: 1h:11 - Spettatori: 90 | Trinidad e Tobago | 3 - 0 | Honduras | 25-23, 26-24, 25-15 |

##### Semifinali
| 28 giugno 2014 Gimnasio Nacional, San José Durata: 1h:18 - Spettatori: 200 | Stati Uniti     | 3 - 0 | Porto Rico | 25-17, 25-21, 25-17 |
| 28 giugno 2014 Gimnasio Nacional, San José Durata: 1h:13 - Spettatori: 250 | Rep. Dominicana | 3 - 0 | Messico    | 25-19, 25-21, 25-14 |

##### Finale 5º posto
| 29 giugno 2014 Gimnasio Nacional, San José Durata: 1h:14 - Spettatori: 100 | Guatemala | 0 - 3 | Costa Rica | 18-25, 14-25, 18-25 |

##### Finale 3º posto
| 29 giugno 2014 Gimnasio Nacional, San José Durata: 1h:42 - Spettatori: 150 | Porto Rico | 1 - 3 | Messico | 24-26, 20-25, 25-19, 19-25 |

##### Finale
| 29 giugno 2014 Gimnasio Nacional, San José Durata: 1h:40 - Spettatori: 300 | Stati Uniti | 1 - 3 | Rep. Dominicana | 14-25, 21-25, 25-20, 20-25 |

## Classifica finale
| Pos     | Squadra           | Rosa |
| ------- | ----------------- | --- |
| Oro     | Rep. Dominicana   | Formazione: 3 Soriano, 4 Peralta, 5 Polanco, 6 Jorge, 7 Reyes, 8 Martínez, 9 Hernández, 13 Matos, 14 Pérez, 17 Navarro, 18 Alcantara, 20 Rosario, CT: Ceccato               |
| Argento | Stati Uniti       | Formazione: 1 Castillo, 3 Greer, 4 Harward, 5 Haynes, 8 Langs, 9 Lenihan, 13 Nicholson, 14 Plummer, 15 Rippee, 16 Speckman, 17 Stokes, 20 Van Sickle, CT: Stone             |
| Bronzo  | Messico           | Formazione: 4 Gutiérrez, 5 Arreola, 6 Mireles, 7 Sánchez, 8 Gómez, 9 García, 10 Escoto, 11 Rodríguez, 12 Nájera, 13 Delgado, 15 Rivera, 17 Flores, CT: Naranjo              |
| 4.      | Porto Rico        | Formazione: 2 G. Ramos, 3 Santos, 4 Salas, 5 Negrón, 6 A. Ramos, 7 Fuentes, 8 Rodríguez, 9 Benítez, 11 Toledo, 13 Rivera, 14 Coronel, 16 Salgado, CT: Cruz                  |
| 5.      | Costa Rica        | Formazione: 1 Quiros, 2 Linares, 3 Soto, 4 Bright, 5 Espinoza, 6 I. Solano, 7 Camacho, 8 M. Solano, 9 Monge, 10 Fallas, 11 Mari. Rodríguez, 12 Prendas, CT: Mart. Rodríguez |
| 6.      | Guatemala         | Formazione: 1 Hernández, 2 Alarcón, 3 Reinoso, 4 Morales, 5 Gordillo, 6 A. García, 9 Chacón, 10 Caal, 11 M. García, 13 Cruz, 14 Gómez, 16 Salcedo, CT: Aldaña               |
| 7.      | Trinidad e Tobago | Formazione: 2 De Mille, 4 Lake, 5 Young, 8 Alexis, 9 Belmar, 10 Drayton, 12 Low, 14 Cruickshank, 15 Blackman, 16 Leon, 17 Jones, 18 Ali, CT: Macsood                        |
| 8.      | Honduras          | Formazione: 1 Aguilar, 2 James, 3 Godoy, 4 Caballero, 5 Medina, 6 Barahona, 7 Salinas, 8 Johnson, 9 L. Alcerro, 12 Mejía, 13 Lobo, 18 A. Alcerro, CT: Tejeda                |
| 9.      | Saint Lucia       | Formazione: 1 Auguste, 4 Brown, 5 Mondesir, 6 Greenidge, 7 Hunte, 9 Hippolyte, 11 Evans, 12 Norlay, 13 Noel, CT: Charlery                                                   |

|  |  |  | Qualificate al Campionato mondiale under 18 2015 |

## Premi individuali
| Premio                 | Nome              | Squadra         |
| ---------------------- | ----------------- | --------------- |
| MVP                    | Natalia Martínez  | Rep. Dominicana |
| Miglior realizzatrice  | Alejandra Negrón  | Porto Rico      |
| Miglior attaccante     | Kathryn Plummer   | Stati Uniti     |
| Miglior servizio       | Milan Stokes      | Stati Uniti     |
| Miglior ricevitrice    | Alejandra Negrón  | Porto Rico      |
| Miglior difesa         | Valeria Monge     | Costa Rica      |
| Miglior palleggiatrice | Lauren Speckman   | Stati Uniti     |
| Miglior opposto        | Massiel Matos     | Rep. Dominicana |
| Miglior schiacciatrice | Vielka Peralta    | Rep. Dominicana |
| Miglior schiacciatrice | Alejandra Negrón  | Porto Rico      |
| Miglior centrale       | Mariana Rodríguez | Costa Rica      |
| Miglior centrale       | Joselyn Coronel   | Porto Rico      |
| Miglior libero         | Valeria Monge     | Costa Rica      |